# Aston Martin
Aston Martin este o marcă britanică de automobile sport de lux.

## Istoria Aston Martin
Aston Martin este un producător de mașini de lux din Marea Britanie. Compania a fost înființată în 1913 de Robert Bamford și Lionel Martin. În 1922, compania a fost preluată și revitalizată de  Contele Louis Zborowski. În 1947, firma Aston Martin a fost vândută companiei David Brown Limited, condusă de Sir David Brown. În 1972, Aston Martin se schimbă din nou proprietarii, firma fiind preluată de compania lui William Willson. În 1981, Tim Hearley și Victor Gauntlett au cumpărat firma Aston Martin, împărțind acțiunile 50/50. În 1991, colosul American Ford preia firma Aston Martin, iar în 2007 vinde acțiunile societăților Investment Dar și Adeem Investment Co ( două companii din Kuwait) precum și lui John Sinders, (un pasionat colecționar), după care Ford și-a păstrat 10 % din acțiunile companiei.

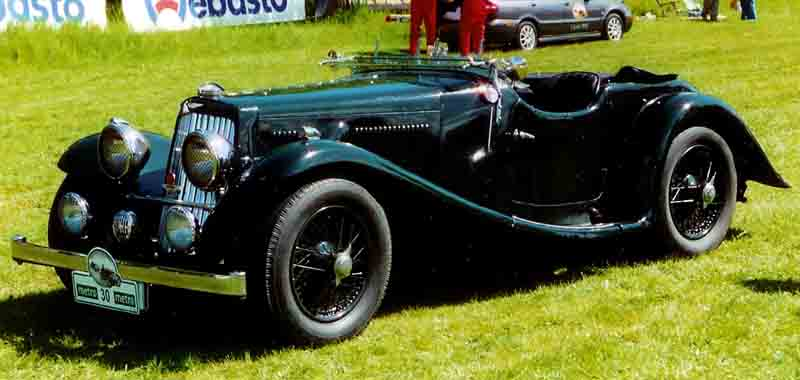
Aston Martin sport din 1937
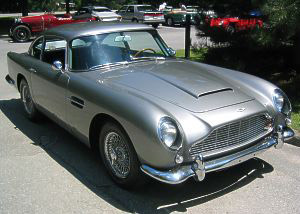
Aston Martin DB5, cunoscut din seria filmelor cu James Bond
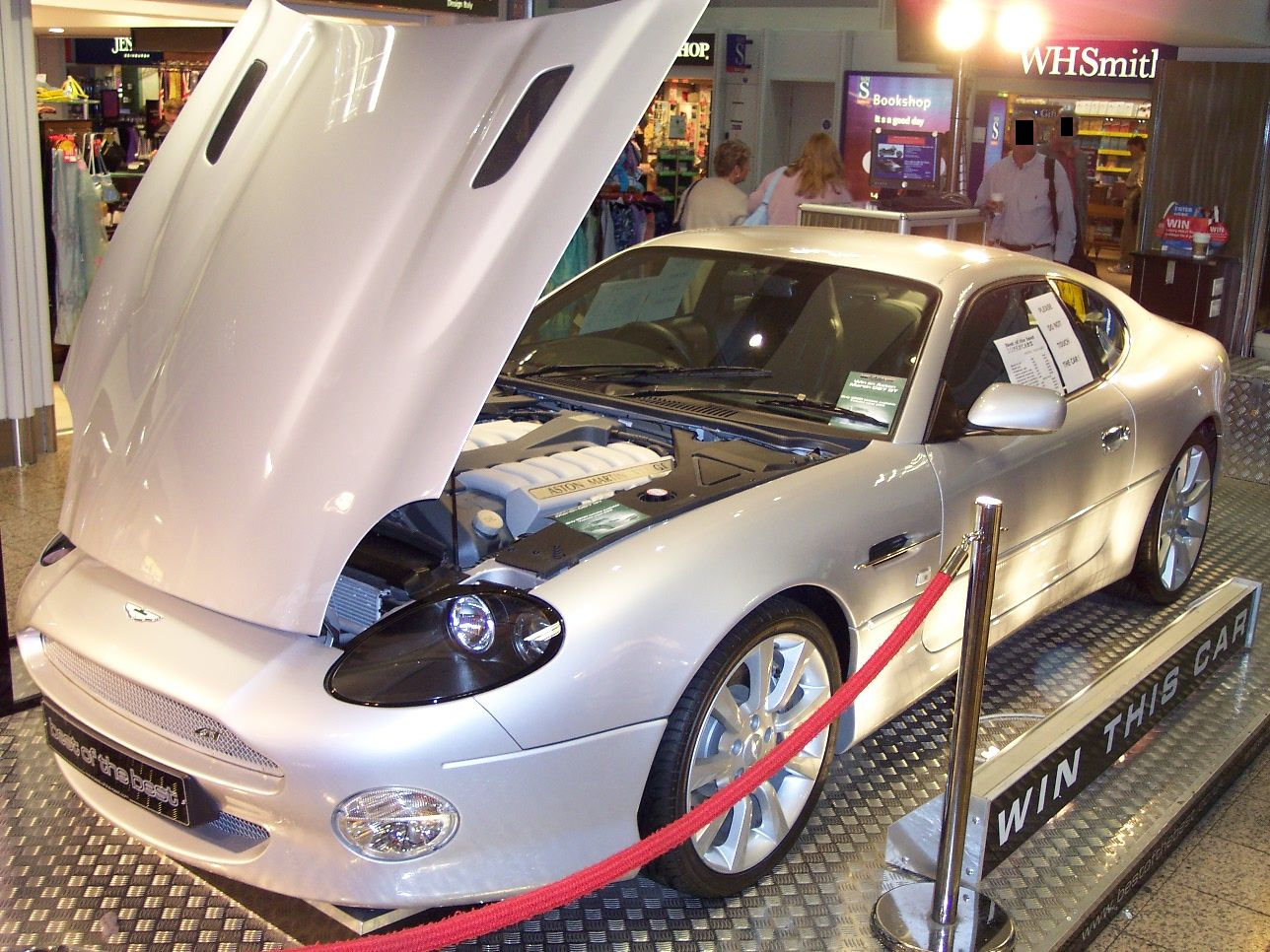
Aston Martin DB7